# اسکیبیدی توالت
اسکیبیدی توالت مجموعه‌ای از یوتیوب شورتس است که در کانال یوتیوب ‎DaFuq!? Boom!‎ منتشر شده است. اولین شورت در فوریه ۲۰۲۳ در کانال یوتیوب با عنوان اسکیبیدی توالت ۱ ارسال شد. این مجموعه جنگ بین توالت‌های اسکیبیدی — سرهای بی‌جسم داخل توالت فرنگی‌های متحرک که می‌توانند با کشیدن سیفون کشته شوند — و گروهی از افراد با سرهای سخت‌افزاری مانند دوربین فیلمبرداری را به تصویر می‌کشد. اسکیبیدی توالت توسط یک انیماتور گرجی با استفاده از سورس فیلم‌میکر تولید شده است.
اسکیبیدی توالت پربازدیدترین انیمیشن یوتیوبی است که دارای جلوه‌های بصری عجیب، مدت زمان نسبتاً کوتاه و طنز توالت است. این مجموعه به سرعت میلیون‌ها بازدید جمع کرد و به یک میم اینترنتی در یوتیوب و تیک‌تاک تبدیل شد. به گفته تیوب‌فیلتر، "‎DaFuq!? Boom!‎" پربیننده‌ترین کانال یوتیوب در ایالات متحده در ژوئن ۲۰۲۳ بود.

## طرح و مشخصات
این سریال تضاد بین توالت‌های با سر انسان به نام توالت‌های اسکیبیدی و افرادی با سرهای دوربین مداربسته به نام دوربین‌دار را مستند می‌کند. ریمیکس آهنگ بدش به من توسط تیمبلند و «داب داب یس یس» از Bier King در هر قسمت به عنوان آهنگ تم توالت‌های اسکیبیدی ظاهر می‌شود. وقایع از منظر یک فیلمبردار اتفاق می‌افتند که تقریباً در پایان هر قسمت توسط توالت‌های اسکیبیدی دستگیر یا کشته می‌شود. هر دو طرف برای درگیری‌های خود از سلاح‌های قدرتمند استفاده می‌کنند.
در قسمت‌های بعدی، انواع دیگری از انسان‌نماها ظاهر می‌شوند، جایی که تلویزیون یا بلندگو یا رایانه در سر خود دارند. برخی از شخصیت‌ها بسیار بزرگتر از همتایان عادی خود هستند.

## پیش‌زمینه و تولید
اسکیبیدی توالت توسط الکسی گراسیموف، معروف به "DaFuq!? Boom!" و "Blugray" یک انیماتور در یوتیوب تولید شده است. او از سال ۲۰۱۴ به مدت ۹ سال بدون کلاس رسمی انیمیشن را به تنهایی یادگرفت. او در گرجستان زندگی می‌کند. کانال او پیش از این چند ویدئوی معروف با بازدید بسیار بالا داشت؛ مانند ویدئوی کوتاه من در دیپ هستم که بیش از ۴۵ میلیون بازدید داشت.
هر قسمت با استفاده از سورس فیلم‌میکر، یک نرم‌افزار گرافیکی کامپیوتری سه‌بعدی منتشر شده توسط Valve تولید می‌شود. سازنده گفته است که از این نرم‌افزار استفاده می‌کند زیرا «این نرم‌افزار به من اجازه می‌دهد تا راحت‌تر و سریع‌تر با دارایی‌هایی که برای انجام انیمیشن، کارگردانی، نوشتن و ویرایش نیاز دارم کار کنم.» موسیقی‌ای که به‌طور برجسته در این مجموعه به نمایش گذاشته شده است به دلیل یک ویدیوی رقص تیک‌تاک که توسط کاربر @yasincengiz38 ارسال شده بود، محبوب شد که همچنین قبل از انتشار سریال به یک میم اینترنتی تبدیل شده بود.
خالق اسکیبیدی توالت به اقتباس کاربر تیک‌تاک Paryss Bryanne از این میم اشاره می‌کند که در آن برایان به شکلی تند با برش‌های سریع حرکت می‌کند. برخی از دارایی‌ها از بازی‌های ویدیویی مانند نیمه‌عمر ۲ و کانتر استرایک: سورس گرفته شده‌اند.

## بازخورد و شهرت
در ۲۴ ژوئیه ۲۰۲۴، اعلام شد که فیلمسازان آدام گودمن و مایکل بی در حال «مذاکره» با گراسیموف برای اقتباس فیلم و سریال تلویزیونی از اسکیبیدی توالت هستند.
مجله دزرد گفت که اسکیبیدی توالت «دیوانه، غیرقابل پیش‌بینی، خنده‌دار و گاهی واقعاً ناراحت‌کننده است». بسیاری از منابع یک توییت وایرال‌شده را برجسته کردند که در آن یک کاربر با آی‌دی @AnimeSerbia این سریال را اسلندرمن نسل آلفا نامید.
بر اساس رتبه‌بندی تیوب‌فیلتر، تا پایان آوریل ۲۰۲۳، "DaFuq!? Boom!" وارد پنجاه کانال پربازدید یوتیوب در ایالات متحده شد و در جایگاه سی و سوم قرار گرفت. سردبیر Sam Gutelle اظهار داشت که انیماتورها "قبلاً با خواسته. ‌های الگوریتم یوتیوب مبارزه می‌کردند؛ اکنون می‌توان میلیون‌ها بازدید را با دسته‌ای از توالت‌های پیکسلی دریافت کرد." تا ماه ژوئن، این کانال به نقطه عطفی از پنج میلیارد بازدید دست یافته بود، که آن را به پربیننده‌ترین کانال یوتیوب در ایالات متحده در طول آن ماه تبدیل کرد. این کانال همچنین ۲٫۹ میلیارد بازدید به دست آورد و شاهد افزایش هفتگی ۹ درصدی بینندگان بود. گوتله خاطرنشان کرد که تا ماه‌های اخیر، این کانال تا حد زیادی تحت نظر بود، به جز تعداد معدودی از «محرمان انیمیشن در جامعه میم». Distractify گفته است که این کانال بین بینندگان جوان‌تر محبوب است.
فیل رانتا، متخصص ترند، توضیح داد که سریال‌سازی این مجموعه باعث شد تا «مردم دلیلی برای بازگشت داشته باشند». آنها همچنین احساس «اصیل» سریال را توضیح دادند و شانس ساده محبوبیت آن را افزایش داد. اسکیبیدی توالت طرفداران زیادی را برانگیخته است تا در تیک‌تاک فن‌ورک ایجاد و ارسال کنند. Influencer Apps LLC یک بازی موبایلی اسپین آف به نام "Skibidi War - Toilets Attack" منتشر کرد که Distractify آن را یک "تیراندازی سنتی و از بالا به پایین" توصیف می‌کند. نسخه استیم این بازی قرار است توسط Hand Up Digital LLC منتشر شود.